# Frank Neal
Frank Neal, född 30 oktober 1954, är en kanadensisk före detta professionell ishockeyspelare (back).
Frank tog FM-guld med HIFK Hockey 1980.